# لاندا زن برزنجیر
لاندا زن برزنجیر یک ستاره است که در صورت فلکی آندرومدا قرار دارد.